# Lubomír Doležel
Lubomír Doležel (Lesnice, 1922-28 de enero de 2017) fue un teórico literario de origen checo y uno de los fundadores de la llamada Teoría de los mundos posibles, o heterocósmica. 

## Vida, obra y trabajo académico
Doležel estudió en la Universidad Carolina de Praga y obtuvo su doctorado en filología eslava de la Academia de Ciencias de Checoeslovaquia. Muchos de su maestros y mentores fueron representantes de la llamada Escuela de Praga, un centro de pensamiento semiótico y estructuralista del periodo de entreguerras reconocido internacionalmente. El espíritu de la Escuela de Praga es evidente en la tesis de doctorado de Dolezel titutlada Sobre el estilo de la ficción en la prosa moderna checa (publicado en Checoeslovaquia en 1960) e inspiró sus trabajos posteriores. Durante la década de los sesenta Doležel trabajó como ayudante de investigación en el Instituto de la Lengua Checa de la Academia de Ciencias de Checoeslovaquia y como asistente (y después como profesor asociado) de la Facultad de Filosofía en la Universidad Carolina. Trabajó sobre todo en la aplicación de las matemáticas (especialmente la estadística), teoría de la información y cibernética al estudio de la lengua y la literatura. Fundó y coeditó una serie de publicaciones llamada Estudios de lingüística matemática de Praga.
En 1965, Doležel fue invitado como profesor visitante a la Universidad de Míchigan en Ann Arbor, donde residió hasta 1968. Coeditó (junto a Richard Bailey) una colección de estudios Estadística y Estilo (American Elsevier, 1969). Después de su regreso a Praga, fue elegido ayudante de investigación del Instituto de Litetarura Checa de la Academia de Ciencias checoeslovaca, pero en el otoño de 1968 dejó su ciudad natal tras la invasión soviética a Checoeslovaquia. Fue invitado a la Universidad de Toronto  como profesor visitante en el Departamento de Lenguas y Literaturas eslavas, del cual se volvería profesor de tiempo completo más tarde. Ahí estableció estudio de la literautra y la lengua checa. En 1982, fue requerido en el Centro de Literatura Comparada. Sus principales líneas de investicagión han sido la teoría de la literatura, enofcada a la narrativa (narratología). Las posturas teóricas de Doležel estuvieron fuertemente influidas por la filosofía analítica, especialmente por el marco conceptual de mundos posibles. En su retiro en 1988, el Centro organizó una conferencia internacional llamada Ficción y Mundos.
Doležel ha sido profesor visitante en la Universidad de Ámsterdam, en la Universidad de Múnich y en la Universidad Carolina. Ha publicado un gran número de trabajos sobre la historia de las poéticas, la narratología y la semántica ficcional, así como un par de libros sobre los mismos temas.

## Obras
- O stylu moderní české prózy (Sobre el estilo en la prosa moderna checa), 1960
- Modelos narrativos en la narrativa checa, 1973, (edición revisada en checo 1993)
- Poéticas occidentales: tradición y progreso, 1990
- Heterocósmica: ficción y mundos posibles, 1997
- Estudios de poética y teoría de la ficción, 1999.

- Datos: Q3506490